# Hygrophorus persoonii
Hygrophorus persoonii, comúnmente llamado llenegall, bromosa o mocosa de encina, es una especie de seta perteneciente al orden de los agaricales .

## Descripción
- Sombrero de convexo a plano-convexo, generalmente no-umbonado, de color pardo rojizo a pardo bronzado, con reflejos olivos. Superficie lisa y brillante, con el margen no estriado y con un diámetro de 3,5 cm aproximadamente.
- Láminas adnatas, gruesas y blanquecinas. Arista entera y del mismo color.
- El pie mide 6-8,5 x 0,5-0,8 cm, de cilíndrico a fusiforme, de color blanquecino, con abundantes gránulos del mismo color o más parduzcos y una franja anular bien delimitada, completamente viscoso.
- Carne blanquecina, la cual se vuelve verdeazul en presencia de amoníaco .
- No presenta olores distintivo.
- Gusto agradable.
- El color de la esporada es blanco.
- Esporas de elipsoidales a amigdaliformes, lisas, de 10-12 x 5,5-6,5 micrómetros. [1]

## Hábitat
Vive debajo de encinas y alcornoques (en asociación con los géneros Quercus, Fagus y Corylus), es relativamente común y aparece entre el otoño y el invierno. También se puede encontrar, aunque mucho más raramente, en estepas del género Cistus . 

## Distribución geográfica
Se encuentra por toda Europa.

## Confusiones con otras especies
Es muy típica de esta especie la ornamentación del pie, presente también en otros representantes del mismo género. Hygrophorus olivaceoalbus, especie muy cercana e igualmente comestible, vive en zonas de mayor altitud, sobre todo en los pisos montano o subalpino, bajo pinos, y que se separa por la inmutabilidad de la carne en presencia de amoníaco. Hygrophorus hypothejus, también de color marronaceo, presenta láminas amarillas o algo anaranjadas. 

## Comestibilidad
Es una seta comestible, aunque de menor calidad que Hygrophorus latitabundus. 